# Sara Tomko
Sara Tomko (Base aèria de Wright-Patterson, Ohio, 19 d'octubre de 1983) és una actriu i productora estatunidenca. Després de tenir rols menors, es va fer famosa internacionalment a partir del 2021 gràcies a la seva interpretació d'Asta Twelvetrees, una infermera d'origen amerindi, que figura entre els protagonistes principals juntament amb Alan Tudyk, Alice Wetterlund i Corey Reynolds de la comèdia de ciència-ficció Resident Alien.

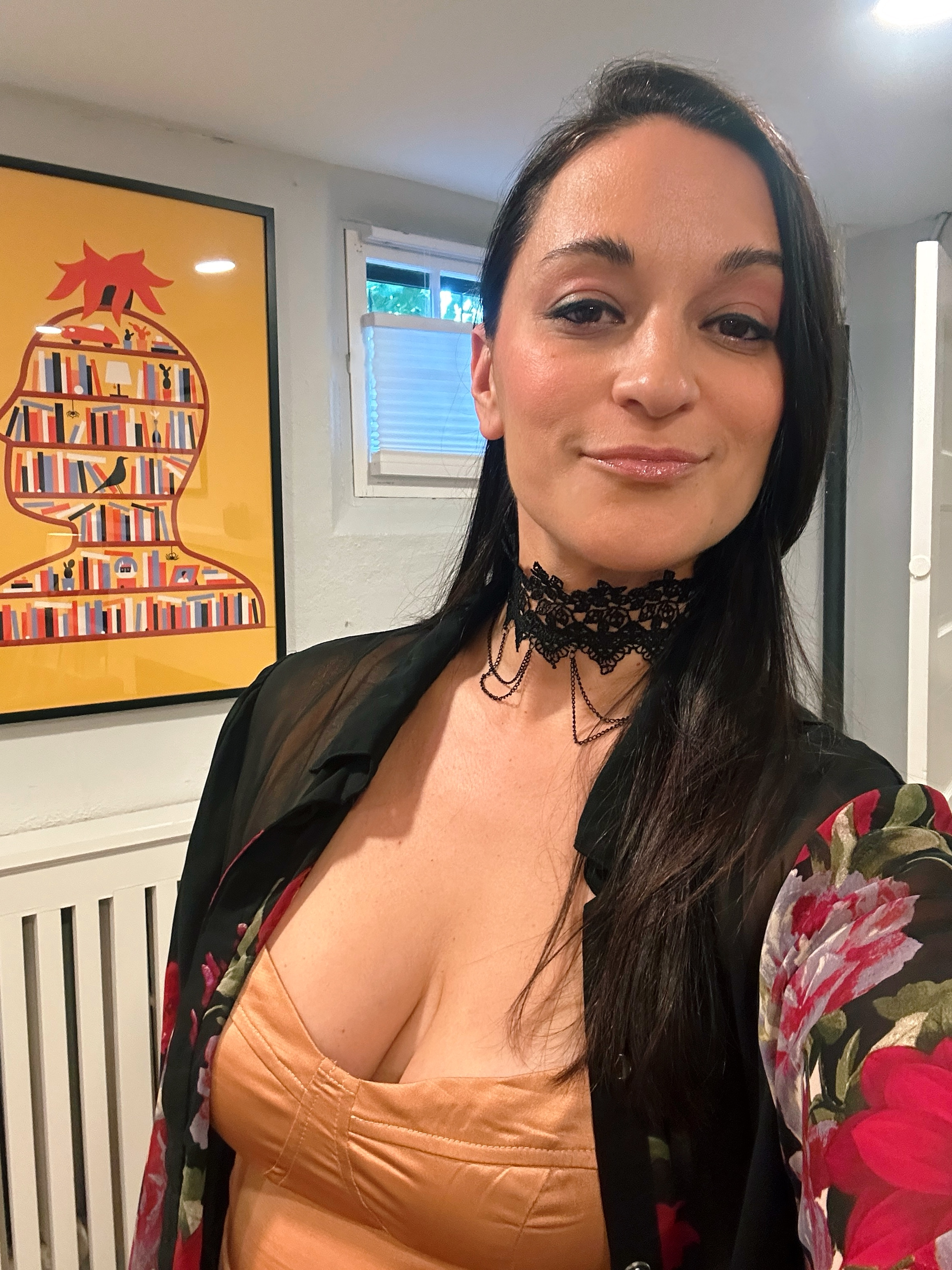
Sara Tomko el 2024

## Filmografia

### Films
| Any  | Títol                              | Rol        | Notes |
| ---- | ---------------------------------- | ---------- | ----- |
| 2008 | Journey to the Center of the Earth | Betsy Case |       |
| 2008 | 2012: Doomsday                     | Wakanna    |       |
| 2009 | The Terminators                    | Pallas     |       |
| 2012 | Extracted                          | Minnie     |       |
| 2015 | 400 Days                           | periodista |       |

### Televisió
| Any       | Títol            | Rol                  | Notes                    |
| --------- | ---------------- | -------------------- | ------------------------ |
| 2015      | The Leftovers    | La dona              | Episodi: "Axis Mundi"    |
| 2016      | Heartbeat        | Dr. Blackhorse       | Episodi: "The Inverse"   |
| 2017      | The Son          | Lena                 | Episodi: "Honey Hunt"    |
| 2017      | Once Upon a Time | Tiger Lily           | 4 episodis               |
| 2018      | S.W.A.T.         | Oficial Donna Gentry | Episodi: "Contamination" |
| 2018      | Sneaky Pete      | Suzanne              | 2 episodis               |
| 2021–2025 | Resident Alien   | Asta Twelvetrees     | 44 episodis              |